# Dypsis glabrescens
Espèce
Statut de conservation UICN

 EN B1ab(ii,iii)+2ab(ii,iii) : En danger
Dypsis glabrescens est une espèce de palmiers (Arecaceae), endémique de Madagascar. En 2012, comme en 1995, elle est considérée par l'IUCN comme une espèce en danger d’extinction. 

## Répartition et habitat
Cette espèce est endémique au nord-est de Madagascar où on la trouve entre Betampona et Mananara Avaratra. Elle est présente du niveau de la mer jusqu'à 450 m d'altitude. Elle pousse dans la forêt tropicale humide de plaine dans le fond des vallées